# Sexteto de Soddy

Figura 1. Familia de sextetos, relacionados entre sí mediante rotación y escalado. Los centros de las esferas se sitúan sobre una elipse, por lo que forman sextetos elípticos. Cada esfera del sexteto es tangente a otras dos de la familia, a la esfera roja central, a otras dos esferas (superior e inferior; no representadas) y a la esfera exterior. Cada fotograma de la secuencia animada se corresponde con un posible sexteto de Soddy.

En geometría, un sexteto de Soddy es una cadena de seis esferas (representadas en color gris en la Figura 1), cada una de las cuales es tangente a sus dos esferas vecinas y también a tres esferas dadas, mutuamente tangentes entre sí. En la figura 1, estas tres esferas se muestran como una esfera interior (roja) y como dos esferas (no representadas) una por encima y otra por debajo del plano en el que se encuentran los centros de las esferas del sexteto. Además, las esferas del sexteto son tangentes a una cuarta esfera (de color azulado en la Figura 1, rodeada por una circunferencia de color naranja), que no es tangente a las otras tres.
Según un teorema publicado por Frederick Soddy en 1937, siempre es posible encontrar un sexteto para cualquier conjunto de esferas tangentes entre sí A, B y C. De hecho, existe una familia infinita de sextetos relacionados por rotación y escalado de las esferas del sexteto (Figura 1). En este caso, el sexteto de Soddy es el análogo esférico de la cadena de Steiner de seis círculos. De acuerdo con las cadenas de Steiner, los centros de las esferas del sexteto se encuentran en un solo plano, sobre una elipse. El sexteto de Soddy también se descubrió de forma independiente en Japón, como lo demuestran las tablillas Sangaku de 1822 de la prefectura de Kanagawa.

## Definición
El sexteto de Soddy es una cadena de seis esferas, etiquetadas como S1–S6, cada una de las cuales es tangente a tres esferas dadas A, B y C, que son mutuamente tangentes en tres puntos distintos (en la Figura 2, las esferas del sexteto están representadas en gris, las esferas A y B en verde, y la esfera C en azul. Las esferas del sexteto son también tangentes a una cuarta esfera fija D (representada en rojo) que no es tangente a las otras tres, A, B y C.
Cada esfera del sexteto de Soddy es también tangente a sus vecinos en la cadena; por ejemplo, la esfera S4 es tangente a S3 y S5. La cadena está cerrada, lo que significa que cada esfera en la cadena tiene dos vecinos tangentes; en particular, las esferas inicial y final, S1 y S6, son tangentes entre sí.

## Sexteto anular

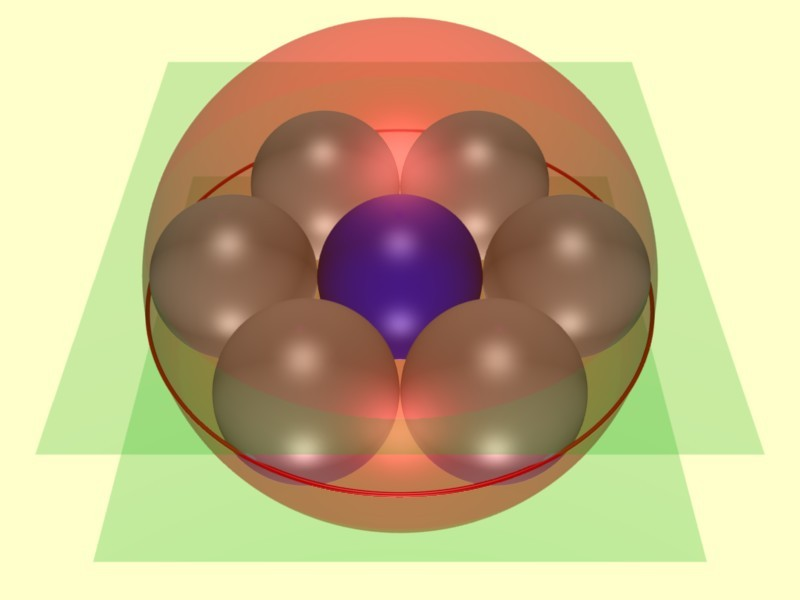
Figura 2: Sexteto de Soddy anular.

El sexteto de Soddy anular es un caso especial (Figura 2), en el que las tres esferas mutuamente tangentes consisten en una esfera de radio r (azul), intercalada entre dos planos paralelos (verdes) separados por una distancia perpendicular 2r En este caso, el sexteto de Soddy consta de seis esferas iguales de radio r empacadas como cojinetes de bolas alrededor de la esfera central, e igualmente intercaladas. Las esferas del sexteto también son tangentes a una cuarta esfera (roja), que no es tangente a las otras tres.
La cadena de seis esferas puede girar alrededor de la esfera central sin afectar a sus tangencias, mostrando que existe una familia infinita de soluciones para este caso. A medida que se rotan, las esferas del hexágono trazan un toro (una superficie en forma de rosquilla); en otras palabras, un toro es la envolvente de esta familia de sextetos.

## Solución por inversión
El problema general de encontrar un sexteto para tres esferas mutuamente tangentes A, B y C se puede reducir al caso anular usando el procedimiento de inversión. Esta operación geométrica transforma siempre las esferas en otras esferas o en planos (que pueden ser considerados como esferas de radio infinito). Una esfera se transforma en un plano si y solo si, la esfera pasa por el centro de la inversión. Una ventaja de la inversión es que preserva las tangencias; si dos esferas son tangentes antes de la transformación, permanecen así después. Por lo tanto, si la transformación de inversión se elige de manera ventajosa, el problema puede reducirse a un caso más simple, como el sexteto anular de Soddy. La inversión es reversible; repetir una inversión en el mismo punto devuelve los objetos transformados a su tamaño y posición originales.
La inversión en el punto de tangencia entre las esferas A y B las transforma en planos paralelos, que pueden denominarse a y b. Puesto que la esfera C es tangente a A y B y no pasa por el centro de inversión, C se transforma en otra esfera c que es tangente a ambos planos; por lo tanto, c está intercalada entre los dos planos a y b. Esta configuración se corresponde con la del sexteto anular de Soddy (Figura 2). Seis esferas s1–s6 pueden situarse alrededor de c y del mismo modo intercalarse entre los planos de delimitación a y b. La re-inversión restaura las tres esferas originales, y transforma s1–s6 en un sexteto que satisface el problema original. En general, las esferas del sexteto una vez deshecha la inversión (S1–S6) tendrán radios diferentes.
Se puede generar una infinita variedad de sextetos mediante la rotación de las seis bolas s1–s6 en su plano en un ángulo arbitrario antes de volver a invertirlos. La envolvente producida por tales rotaciones es el toro que rodea la esfera c, que está intercalado entre los dos planos a y b. Este toro tiene un radio interior r y un radio exterior 3r. Después de la re-inversión, este toro se convierte en un cíclido de Dupin (Figura 3).

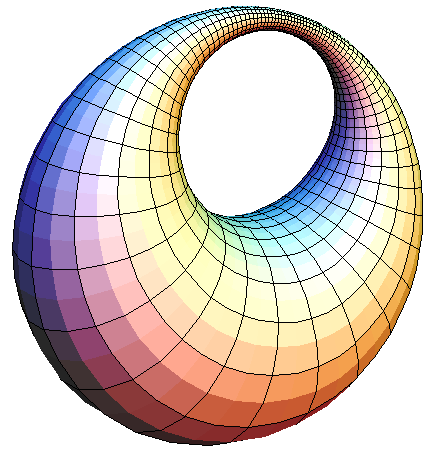
Figura 3: Un cíclido de Dupin, a través del que giran las esferas del sexteto, siempre tangentes. El cíclido es tangente a una esfera interna, una esfera externa y a dos esferas, una por encima y otra por debajo del "agujero" de la "rosquilla".

## Cíclido de Dupin
La envolvente de los sextetos de Soddy es un cíclido de Dupin, una inversión del toro. Así, la construcción de Soddy demuestra que un cíclido de Dupin es la envolvente de una familia de esferas de 1 parámetro de dos maneras diferentes, y que cada esfera de cada familia es tangente a dos esferas de su propia familia y a tres esferas de la otra familia. Probablemente este resultado fue conocido por Charles Dupin, quien descubrió los cíclidos que llevan su nombre en su disertación de 1803 para Gaspard Monge.

## Relación con las cadenas de Steiner

Figura 4: Cadena de Steiner de seis círculos correspondiente a un sexteto de Soddy.

La intersección del sexteto con el plano de sus centros esféricos produce una cadena de Steiner de seis círculos.

## Sextetos parabólicos e hiperbólicos
Se supone que las esferas A y B son del mismo tamaño.
En cualquier sexteto en el que los centros de las esferas se sitúan en una elipse (como el representado en la Figura 1), hay dos planos tangentes al sexteto. Para que exista un sexteto elíptico, el radio de C debe ser menos de un cuarto del de A. Si el radio de C es un cuarto del de A, cada esfera se convertirá en un plano. La imagen tras la inversión mostrará un sexteto elíptico normal. Sin embargo, en un sexteto parabólico, el punto en el que una esfera se convierte en un plano es precisamente cuando su imagen invertida pasa por el centro de inversión. En tal sexteto hay solamente un plano tangente. La línea de los centros de las esferas de un sexteto parabólico es una parábola.
Si C es aún mayor, se forma un sexteto hiperbólico, que carece de planos tangentes. Numerando las esferas S1 a S6, se tiene que S1 está muy cerca de convertirse en un plano (cuando su imagen invertida pasa por el centro de inversión), tras lo que invierte su concavidad (cuando su imagen invertida rodea el centro de inversión). En este caso, la línea de los centros es una hipérbola.
El caso límite es cuando A, B y C son del mismo tamaño. El sexteto ahora se vuelve recto. S1 es pequeño cuando pasa a través del agujero que queda entre A, B y C, y crece hasta que se convierte en un plano tangente a ellos. El centro de inversión también está ahora en un punto de tangencia con la imagen de S6, por lo que es también un plano tangente a A, B y C. A medida que S1 avanza, su concavidad se invierte, y pasa a rodear todas las otras esferas, tangentes a A, B, C, S2 y S6. S2 se desplaza hacia arriba y crece para convertirse en un plano tangente y S6 se encoge. S1 pasa a tener entonces la posición anterior de S6 como un plano tangente. A continuación, invierte la concavidad de nuevo y pasa otra vez a través del agujero, comenzando otro ciclo de ida y vuelta. Ahora, la línea de centros es una hipérbola degenerada, convertida en dos líneas rectas.

## Tablillas de Sangaku

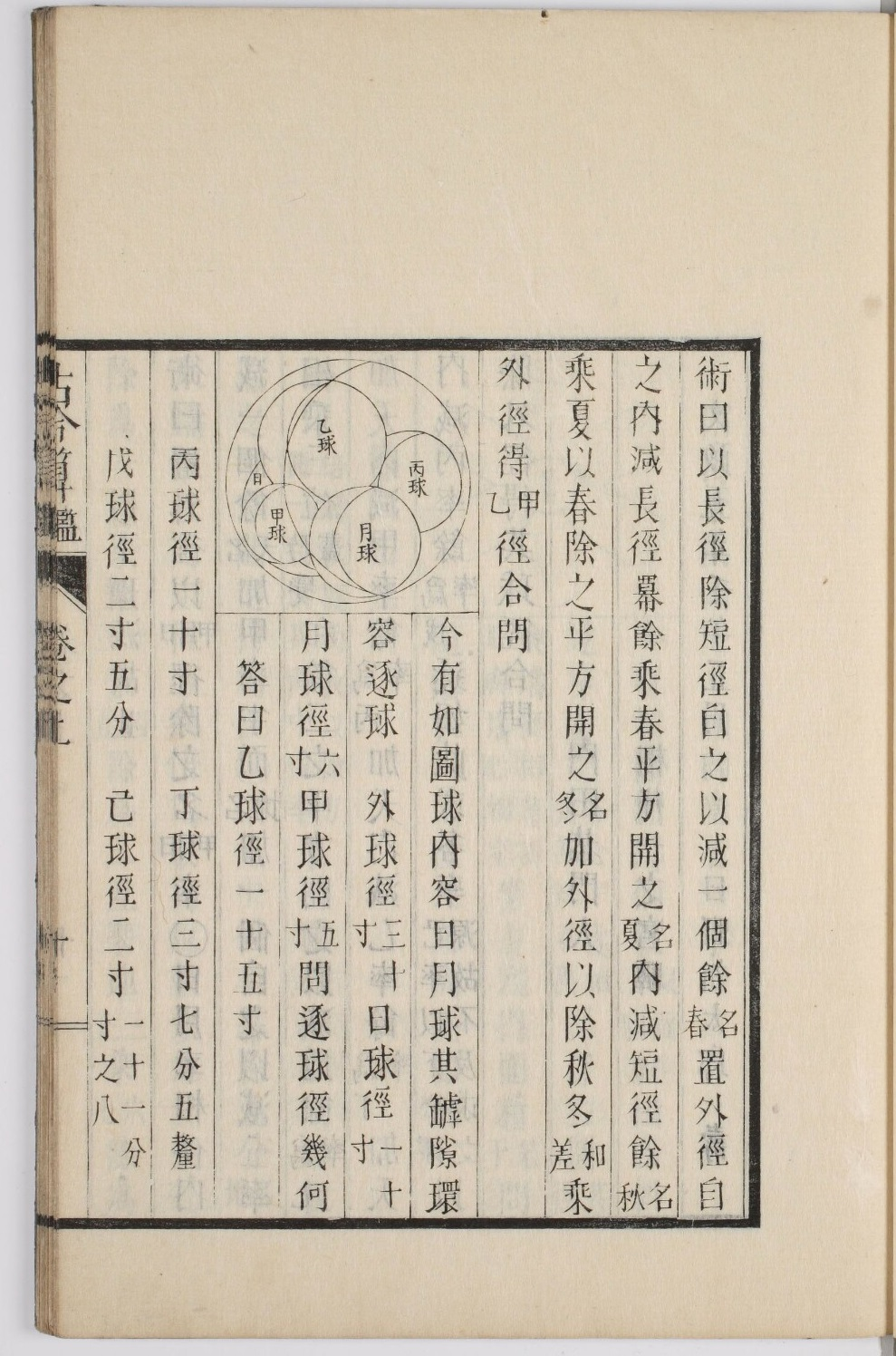
El problema del hexlet de Soddy en el libro japonés de matemáticas Kokonsankan (1832).

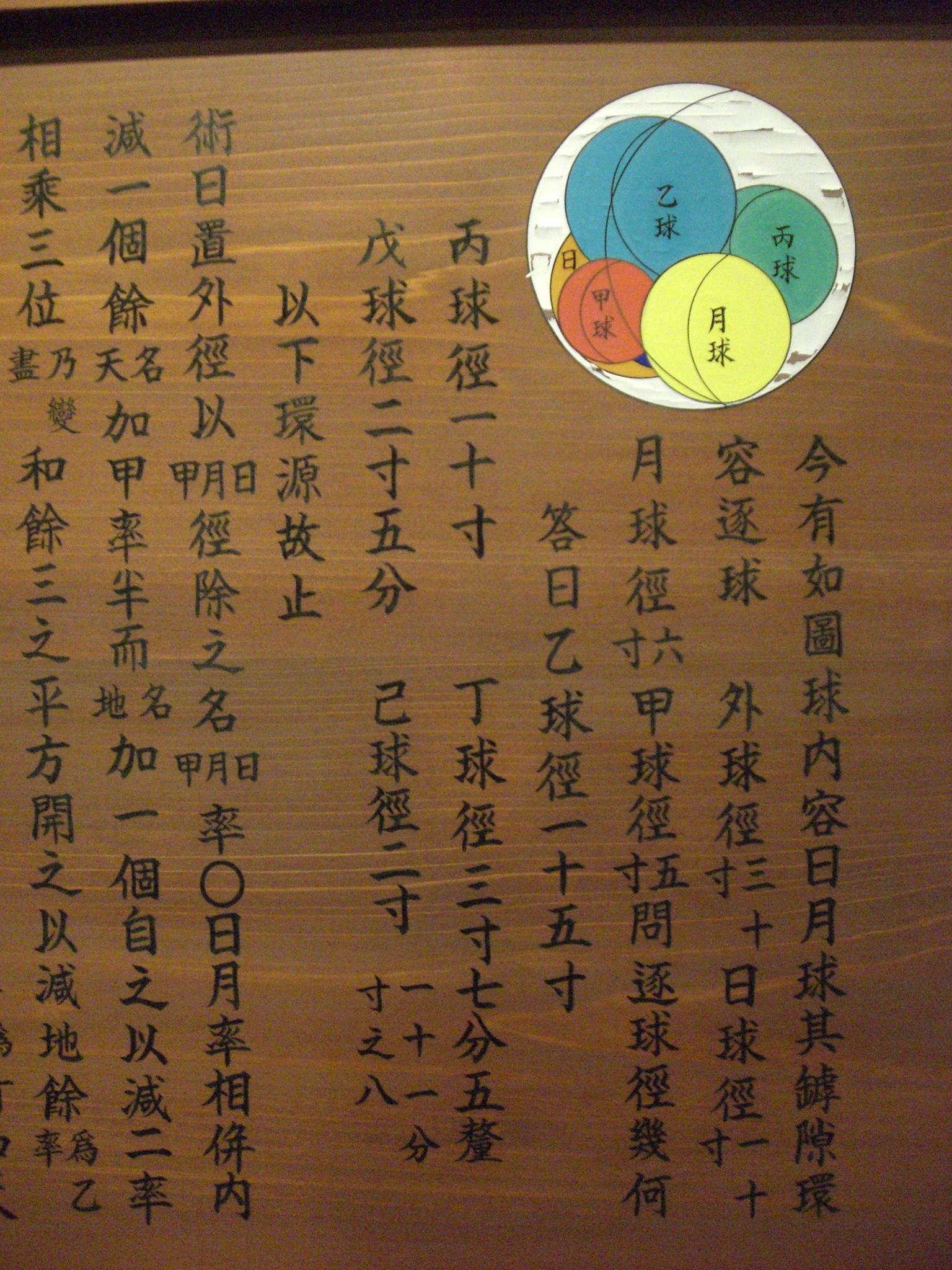
Reproducción de Sangaku en el museo Hōtoku en Samukawa Shrine.

Los matemáticos japoneses analizaron problemas de empaquetamiento haciendo intervenir círculos y polígonos, bolas y poliedros en contacto, y a menudo dedujeron los consiguientes teoremas de forma independiente y antes de su descubrimiento por los matemáticos occidentales. El Sangaku sobre el sexteto fue hecho por Irisawa Shintarō Hiroatsu de la familia de Uchida Itsumi, y se lo dedicó a Samukawa Shrine en mayo de 1822. El sangaku original se ha perdido, aunque quedó registrado en el libro de Uchida titulado Kokonsankan de 1832. Se realizó una réplica del sangaku para mantener vivo su recuerdo, dedicado al museo de Hōtoku en el santuario de Samukawa en agosto de 2009.
El sangaku de Irisawa se compone de tres problemas y el tercer problema se refiere al sexteto de Soddy: "El diámetro de la esfera circunscrita exterior es de 30 sun. Los diámetros de las bolas del núcleo son 10 sun y 6 sun cada uno. El diámetro de una de las bolas en la cadena de bolas es de 5 sun. Entonces, hallar los diámetros de las bolas restantes. La respuesta es 15 sun, 10 sun, 3.75 sun, 2.5 sun y 2 + 8/11 sun."
En la respuesta, se describe el método para calcular los diámetros de las bolas, según las siguientes fórmulas (expresadas aquí en notación matemática moderna). Si la relación entre el diámetro de la bola exterior y las bolas del núcleo es a1, a2, y si la relación entre el diámetro y las bolas de la cadena es c1,..., c6. Se desea representar c2,..., c6 en función de a1, a2, y c1. Si
{\displaystyle K={\sqrt {3\left(a_{1}a_{2}+a_{2}c_{1}+c_{1}a_{1}-\left({\frac {a_{1}+a_{2}+c_{1}+1}{2}}\right)^{2}\right)}}}
entonces,
{\displaystyle {\begin{aligned}c_{2}&=(a_{1}+a_{2}+c_{1}-1)/2-K\\c_{3}&=(3a_{1}+3a_{2}-c_{1}-3)/2-K\\c_{4}&=2a_{1}+2a_{2}-c_{1}-2\\c_{5}&=(3a_{1}+3a_{2}-c_{1}-3)/2+K\\c_{6}&=(a_{1}+a_{2}+c_{1}-1)/2+K.\end{aligned}}}.
Entonces c1 + c4 = c2 + c5 = c3 + c6.
Si r1,..., r6 son los diámetros de seis bolas, entonces se tiene la fórmula:
{\displaystyle {\frac {1}{r_{1}}}+{\frac {1}{r_{4}}}={\frac {1}{r_{2}}}+{\frac {1}{r_{5}}}={\frac {1}{r_{3}}}+{\frac {1}{r_{6}}}.}